# Torneo de Sofía 2019
El Sofia Open 2019 fue un evento de tenis de la ATP World Tour 250 serie. Se disputó en Sofía, Bulgaria en el Arena Armeets desde el 4 hasta el 10 de febrero de 2019.

## Distribución de puntos
| Modalidad            | Campeón | Finalista | Semifinales | Cuartos de final | 2ª ronda | 1ª ronda | Clasificados | 2ª ronda de clasificación | 1ª ronda de clasificación |
| Individual masculino | 250     | 165       | 100         | 50               | 25       | 0        | 13           | 7                         | 0                         |
| Dobles masculino     | 250     | 150       | 90          | 45               | 20       | 0        | -            | -                         | -                         |

## Cabezas de serie

### Individuales masculino
| Tenista              | Ranking | Preclasificado |
| Karen Jachanov       | 11      | 1              |
| Stefanos Tsitsipas   | 12      | 2              |
| Daniil Medvédev      | 16      | 3              |
| Roberto Bautista     | 18      | 4              |
| Nikoloz Basilashvili | 22      | 5              |
| Fernando Verdasco    | 26      | 6              |
| Gaël Monfils         | 33      | 7              |
| Andreas Seppi        | 37      | 8              |

- Ranking del 28 de enero de 2019.[2]

### Dobles masculino
| Tenista                       | Ranking | Preclasificado |
| Jean-Julien Rojer Horia Tecău | 47      | 1              |
| Dominic Inglot Franko Škugor  | 50      | 2              |
| Rohan Bopanna Divij Sharan    | 77      | 3              |
| Robin Haase Matwé Middelkoop  | 77      | 4              |

## Campeones

### Individual masculino
Daniil Medvédev venció a  Márton Fucsovics por 6-4, 6-3

### Dobles masculino
Nikola Mektić /  Jürgen Melzer vencieron a  Cheng-peng Hsieh /  Christopher Rungkat por 6-2, 4-6, [10-2]